# تام سرمانی
تام سرمانی (زادهٔ ۱ ژوئیه ۱۹۵۴) بازیکن سابق و مربی اسکاتلندی فوتبال است. او پس از یک دوره طولانی حضور به عنوان سرمربی تیم ملی فوتبال زنان استرالیا هدایت تیم ملی فوتبال زنان ایالات متحده آمریکا را بر عهده گرفت.

## حرفه بازیگری
او متولد گلاسگو است و در اسکاتلند ،انگلیس ،استرالیا و نیوزیلند و در باشگاه های کامبرنولد یونایتد،آلبین روورز،بلکپول،تورکی یونایتد،دانفرملاین اتلیتیک،کانبرا سیتی،کریستچرچ یونایتد به عنوان هافبک بازی کرده است.

## حرفه مربیگری

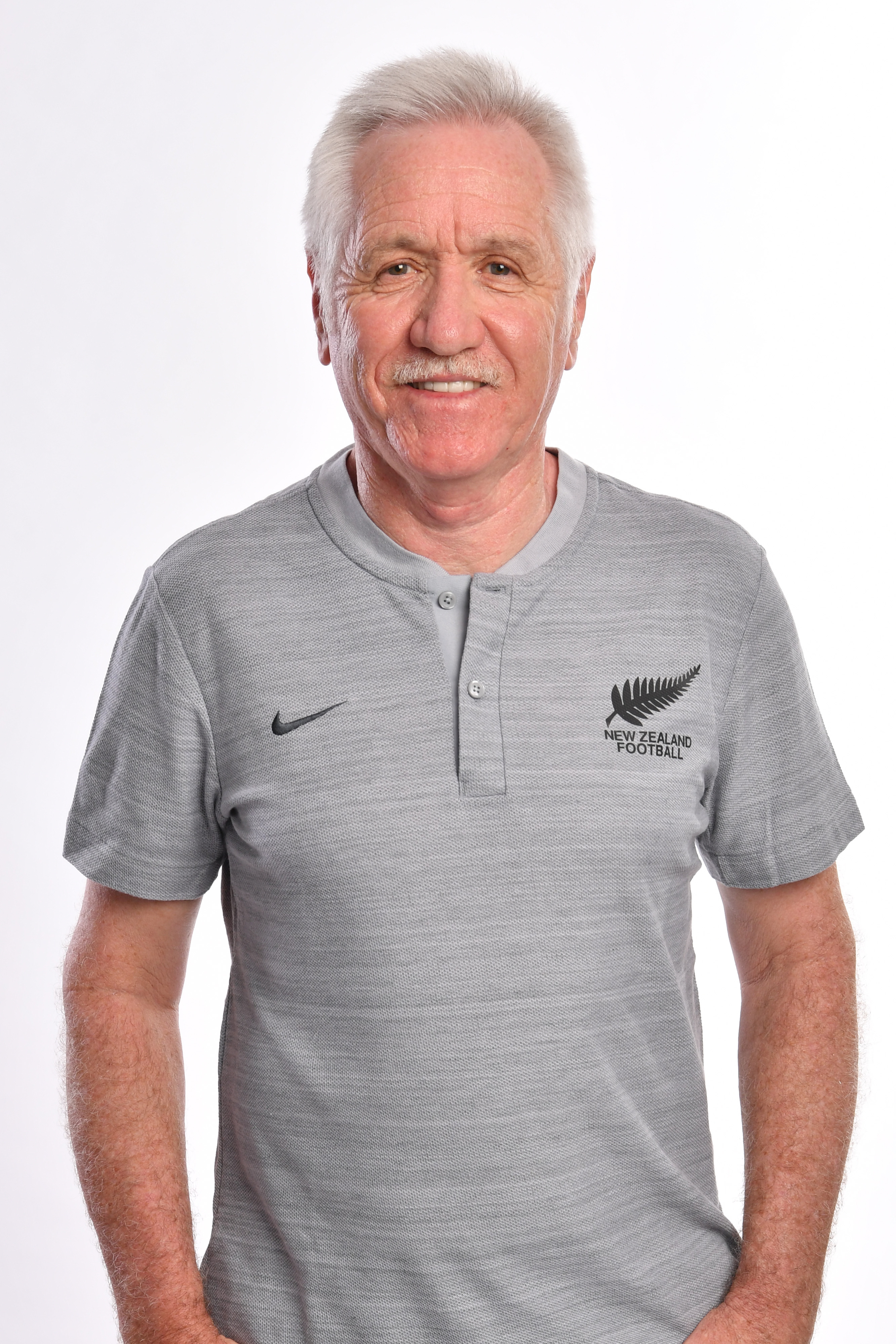
تام سرمانی

تام سرمانی در چندین باشگاه استرالیایی سرمربیگری کرده‌است که از جمله آنها می‌توان به باشگاه فوتبال کانبرا و کانبرا کازمز اشاره کرد. همچنین او در سال ۲۰۰۱ به عنوان کمک مربی در تیم زنان بی آریا سایبرریز و در لیگ فوتبال آمریکا حضور داشت که به همراه این تیم موفق شد در اولین دوره و افتتاحیهٔ این لیگ به مقام قهرمانی برسد. او در سال ۲۰۰۲ و زمانی این تیم نام خود را به سن خوزه سابرریز تغییر داد نیز در این پست باقی‌ماند. در سال ۲۰۰۳ او به عنوان سرمربی از سوی باشگاه نیویورک پاور انتخاب شد؛ که در آن فصل مربی پیشین خود را با نتایج ضعیف ۳ برد، ۱۷ باخت، ۱مساوی و مجموع ۱۰ امتیاز اخراج کرده بودند. این تیم با سرمربیگری سرور در فصل ۲۰۰۳ با ۷برد، ۹ باخت، ۵ مساوی و مجموع ۲۶ امتیاز موفق شد در ردهٔ پنجم قرار بگیرد. در ۱۵ سپتامبر ۲۰۰۳ لیگ به حالت تعلیق درآمد. تام سرمانی در دسامبر به عنوان مربی تیم ملی زنان استرالیا انتخاب شد. او پیشتر بین سالهای ۱۹۹۴ و ۱۹۹۷ نیز با همین عنوان در تیم استرالیا حضور داشت. در ۳۰ اکتبر ۲۰۱۲ فدراسیون فوتبال ایالات متحده آمریکا اعلام کرد که سرمانی از ۱ ژانویه ۲۰۱۳ کار خود را به عنوان سرمربی تیم ملی فوتبال زنان ایالات متحده آمریکا شروع می‌کند.